# Yengitam (sockenhuvudort i Kina, Xinjiang Uygur Zizhiqu, lat 43,75, long 81,66)
Yengitam (kinesiska: 英塔木, 英塔木乡) är en sockenhuvudort i Kina. Den ligger i den autonoma regionen Xinjiang, i den nordvästra delen av landet, omkring 480 kilometer väster om regionhuvudstaden Ürümqi. Antalet invånare är 24 761. Befolkningen består av 12 052 kvinnor och 12 709 män. Barn under 15 år utgör 25,0 %, vuxna 15-64 år 70 %, och äldre över 65 år 4,0 %.
Runt Yengitam är det ganska glesbefolkat, med 40 invånare per kvadratkilometer. Närmaste större samhälle är Yuqunweng, 14,6 km norr om Yengitam. Trakten runt Yengitam består till största delen av jordbruksmark.
Genomsnittlig årsnederbörd är 410 millimeter. Den regnigaste månaden är juni, med i genomsnitt 53 mm nederbörd, och den torraste är mars, med 11 mm nederbörd.